# کلیتن ساوث، ویکتوریا
کلیتن ساوث (به انگلیسی: Clayton South) یک منطقهٔ مسکونی در استرالیا است که در ویکتوریا (استرالیا) واقع شده‌است.